# 奥村祥大
奥村 祥大（おくむら よしひろ、1994年2月9日 - ）は、日本の政治家。国民民主党所属の参議院議員（1期）。

## 来歴
1994年、京都府京都市左京区生まれ。2012年の京都教育大学附属高等学校卒業を経て、2016年、早稲田大学教育学部を卒業。
2016年にKDDIへ入社後、2023年に、スペインのIE ビジネススクールにてMBA修了。2023年にはAI系スタートアップ企業に入社し、2025年には人材紹介会社で勤めていたほか、個人事業主として企業の事業企画やプロジェクトマネジメントを担当していた。
2023年6月に国民民主党公認で第50回衆議院議員総選挙で東京28区から立候補することが決まり、2024年10月の投開票の結果、34,930票（得票率20.09％）を獲得したが3位となり、重複立候補していた比例東京ブロックでも党が3議席を獲得したのに対し、惜敗率6位であったことから落選。
2025年4月には第27回参議院議員通常選挙で東京都選挙区から立候補することが決まり、同年7月の投開票の結果、585,948票を獲得し5位で初当選を果たした。この選挙で初めて生まれた平成生まれの参議院議員の4人のうちの1人であり、その中でも奥村が31歳と最年少であった。

## 人物
- 趣味は銭湯巡り、筋トレ、読書[1]。
- 好きな食べ物はわせだの弁当屋のナスカラ弁当、麻婆豆腐、納豆、蕎麦[1][2]。
- 犬好きで、実家にはミニチュア・シュナウザーがいる[1]。
- 好きな本は太宰治の 『人間失格』、森岡毅の『苦しかったときの話をしようか』、好きな漫画は『アイシールド21』、『ONE PIECE』、『キングダム』、『【推しの子】』、『ダンベル何キロ持てる？』など[2]。
- 好きなゲームはポケットモンスター[2]。
- 小学校時代は少年野球チーム「錦林ジュニア」に入り、小学校時代担任に言われた言葉をきっかけにアナウンサーを志望したことから東京の大学に進学し、大学ではフェンシング部に所属した[1]。
- 留学直前に結婚している[1]。

## 選挙歴
| 当落 | 選挙                     | 執行日         | 年齢 | 選挙区       | 政党       | 得票数     | 得票率 | 定数 | 得票順位 /候補者数 | 政党内比例順位 /政党当選者数 |
| ---- | ------------------------ | -------------- | ---- | ------------ | ---------- | ---------- | ------ | ---- | ------------------ | ---------------------------- |
| 落   | 第50回衆議院議員総選挙   | 2024年10月27日 | 30   | 東京都第28区 | 国民民主党 | 3万4930票  | 20.09% | 1    | 3/6                | 6/3                          |
| 当   | 第27回参議院議員通常選挙 | 2025年07月20日 | 31   | 東京都選挙区 | 国民民主党 | 58万5948票 | 8.42%  | 6    | 5/32               | /                            |